# Amphekes
Amphekes este un gen de molii din familia Lymantriinae.